# Kasteel Raepenburg

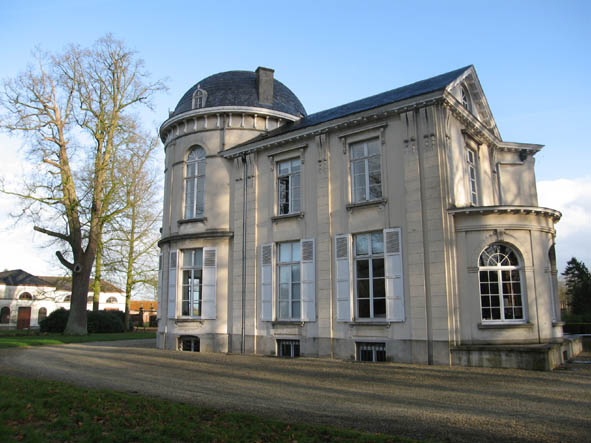
Kasteel Raepenburg in Ruddervoorde

Het Kasteel Raepenburg is een kasteel in de tot de West-Vlaamse gemeente Oostkamp behorende plaats Ruddervoorde, gelegen aan de Kortrijksestraat 532.

## Geschiedenis
In 1798 kocht de staatsman Bernard van Severen een deel van het domein Munkenhof, dat voordien aan de Abdij Onze-Lieve-Vrouw Ten Duinen toebehoorde. In 1800 liet hij op dit stuk bosgrond een kasteeltje bouwen in empirestijl. In 1837 werd dit geërfd door dochter Clémence van Severen, die gehuwd was met Eugène van Outryve d'Ydewalle. In 1840 kwam het huidig koetshuis tot stand. In 1911 kwam Stanislas van Outryve d'Ydewalle op het kasteel. Na 1925 werd het kasteel uitgebreid en verbouwd naar ontwerp van Maurice Hocepied, zodat een neoclassicistisch kasteeltje ontstond. In 1947 werd het kasteel door de familie Van Outryve d'Ydewalle verkocht aan handelaar Lucien De Backere.

## Gebouw
Het is een neoclassicistisch kasteeltje op een min of meer driehoekige plattegrond. De voorgevel heeft een ingangspartij met balkon, gedragen door vier zuilen. Ook is er een fronton. De achtergevel heeft een halfronde uitbouw met boven de voorgevel uitstekende, ronde koepel. Het interieur heeft nog elementen van empirestijl, maar een deel is, evenals de trap, in neo-empirestijl.
Het koetshuis is van 1840.

## Park
Vermoedelijk werd het park in 1840 in hoofdlijnen aangelegd. Later in de 19e eeuw werd het park gewijzigd met meer elementen van de landschapsstijl met slingerende paden en vijvers. Ook in de 20e eeuw werd de parkstructuur nog aangepast.